# Kleine Ochsenwand
Die Kleine Ochsenwand ist ein 2553 m hoher Berg in den Stubaier Alpen im österreichischen Bundesland Tirol. Der in den Kalkkögeln befindliche Berg ist bei Bergsteigern vor allem auf Grund des Schlicker Klettersteigs bekannt, der von der Bergstation Kreuzjoch über die Große Ochsenwand und die Kleine Ochsenwand zur Alpenklubscharte führt (circa 5 ½ Stunden). Ein weiterer Zustieg erfolgt über die Adolf-Pichler-Hütte.
Südlich des Gipfels befindet sich die 2700 m hohe Große Ochsenwand, nordöstlich der 2633 m hohe Steingrubenkogel.